# Орден Партизанской звезды (Албания)
Орден Партизанской звезды (алб. Urdhëri "Ylli Partizan") — почётная награда Народной Социалистической Республики Албании, вручаемая офицерам и воинским частям Национально-освободительной армии Албании сражавшимся против итальянской и немецкой оккупации.

## Описание награды
Награду получали действующие офицеры и офицеры резерва Народной армии, МВД, Добровольческих сил народной самообороны, воинских частей и подразделений проходивших службу во время войны. Орденом также награждались иностранные граждане, сражавшиеся в партизанском движении.
Орден Партизанской звезды имел три степени: I, II и III.